# پیری‌لی (کردامیر)
پیری‌لی (به لاتین: Pirili) یک منطقه مسکونی در جمهوری آذربایجان است که در شهرستان کردامیر واقع شده است. پیری‌لی ۲۱۱۴ نفر جمعیت دارد.